# Philipp Anton Guido von Meyer
Philipp Anton Guido von Meyer (* 8. Januar 1798 in Wetzlar, Hessen; † 30. Juli 1869 in Schnaittach, Franken) war ein deutscher Legationsrat, Publizist, Schriftsteller und Übersetzer.

## Leben
Guido von Meyer war Sohn des promovierten evangelischen Theologen, Frankfurter Appellationsgerichtsrats, Politikers, Bibelforschers und Literaten Johann Friedrich von Meyer (1772–1849), der Mitglied der Gesetzgebenden Versammlung der Freien Stadt Frankfurt, Bundesgesandter und wiederholt Frankfurter Bürgermeister wurde. Seine Mutter war die katholische Franziska von Meyer, geb. von Zwackh (1780–1849), Tochter des bayerischen Politikers Franz Xaver von Zwackh. Die Eltern ließen den Sohn evangelisch taufen.
Guido von Meyer studierte ab 1815 Jura in Heidelberg. Ab 1821 war er als Legationssekretär tätig, 1827 ernannte ihn Herzog Friedrich Franz I. von Mecklenburg-Schwerin zum Legationsrat der Mecklenburg-Schwerinschen und Strelitzschen Gesandtschaft beim Bundestag in Frankfurt am Main. Seine Schaffenskraft war zeitweilig durch Krankheit beeinträchtigt. 1842 schied er aus dem Staatsdienst aus und lebte anschließend als Schriftsteller weiter in Frankfurt.
Er schrieb für etliche Zeitschriften, unter anderem 1822 bis 1828 für Cottas Morgenblatt für gebildete Stände. Um 1825 war er Redakteur der Zeitschrift Isis. Er wirkte auch für den Verlag Sauerländer als Übersetzer und war u. a. an der Übersetzung der Gesammelten Werke Washington Irvings beteiligt, die 1826 in deutscher Sprache erschienen. Sein herausragendes Lebenswerk  war die Herausgabe der im Archiv der deutschen Bundesversammlung zu Frankfurt aufbewahrten Urkunden und Originalakten der Tagungen des Deutschen Bundes. Als Aufbewahrungsort für das Archiv war 1816 vorerst das fürstliche Palais Thurn und Taxis in Frankfurt am Main bestimmt worden.

## Werke
- Repertorium zu den Verhandlungen der deutschen Bundesversammlung in einer systematischen Übersicht.
  - Erster Band: Die Verhandlungen von Eröffnung der Bundesversammlung im Jahr 1816, bis zur letzten Sitzung des Jahrs 1819. Nebsteinem Anhang: Zusammenstellung der Bundesacte mit der Schlußacte der Wiener Ministerial-Conferencen vom 15. Mai 1820. Boselli, Frankfurt am Main 1822 (Google Books).
  - Zweites Heft, des besonderen Theiles zweite Abtheilung, Bund nach Innen, von Eröffnung der Bundesversammlung im Jahr 1816 bis zur letzten Versammlung des Jahrs 1819 enthaltend.  Boselli, Frankfurt am Main 1820 (Google Books).
  - Drittes Heft, Anhang zur 1. Abth. des besonderen Theiles, Bund nach Innen, Rechtverhältnisse aus der Zeit des Reichsverbandes und des rheinischen Bundes etc. (von 1816 – 1819). Boselli, Frankfurt am Main 1821 (Google Books).
  - Viertes Heft, des besonderen Theiles zweite Abtheilung, Bund nach Außen, von Eröffnung der Bundesversammlung im Jahre 1816, bis zur  letzten Sitzung des Jahres 1919 enthaltend. Boselli, Frankfurt am Main 1822 (Google Books).
- Byron’s Leben, nach den eigenen Mittheilungen des Dichters und den Memoiren seiner Freunde. In: Lord Byron’s sämmtliche Werke, Teil I: Lord Byron’s Leben. Sauerländer, Frankfurt am Main 1830, S. 1–327 (Google Books).
- Reise durch die Schweiz, das südliche Frankreich, Italien, Tyrol und Baiern – Tagebuchblätter vom Sommer und Herbst 1835. Erster Band: Die Schweiz und Frankreich. Sauerländer, Frankfurt am Main 1937 (Google Books).
- Die Grundgesetze des Deutschen Bundes, oder Deutsche Bundes- und Schluß-Acte, nach Ordnung der Budesacte vereinigt; nebst den wichtigsten Territorial-Bestimmungen und den organisches Gesetzes des Bundes. Boselli, Frankfurt am Main 1845 (Google Books).

als Herausgeber
- Corpus Juris Confoederationis Germanicae oder Staatsacten für Geschichte und öffentliches Recht des Deutschen Bundes (Philipp Anton Guido von Meyer, Hrsg.; fortgeführt von Heinrich Zöpfl).
  - Teil I: Staatsverträge. Dritte Auflage, Brönner, Frankfurt am Main 1858 (Google Books).
  - Teil II: Beschlüsse der Deutschen Bundesversammlung. Dritte Auflage,  Brönner, Frankfurt am Main 1859 (Google Books).
  - Teil III: Protokolle und Beschlüsse der Deutschen Bundesversammlung. Winter (vormals Brönner), Frankfurt am Main 1869 (Google Books)